# Cerophysa sumatrensis
Cerophysa sumatrensis es un coleóptero de la familia Chrysomelidae.
Fue descrita científicamente en 1884 por Jacoby.